# Рідні душі
Рідні душі, Спорідненні душі (англ. Makes the Whole World Kin) — гумористичне оповідання О. Генрі, що увійшло у збірку 1911 року «Шістки — сімки».

## Сюжет
В маєток заможного громадянина прокрадається злодій. Оцінивши обставини, він підіймається на другий поверх, де знаходить хазяїна будинку, що спить у ліжку. Той прокидається, і злодій, погрожуючи револьвером тридцять восьмого калібру, вимагає підняти руки. Однак хазяїн піднімає тільки одну руку — іншу, через ревматизм, що скував плече, він підняти не в змозі. Тут прихоплює й самого злодія — виявляється, що обидва ревматики. Забувши про те, що один з них — жертва, а інший — злочинець, випадкові побратими за нещастям починають із захватом обговорювати засоби від ревматизму, що у різній мірі не допомагають обом. Зрештою обидва погоджуються, що найбільш дієвий засіб — це спиртне. Відчуваючи у хазяїні маєтку споріднену душу, шахрай запрошує його у паб хильнути по чарці. Одягнувшись за допомогою злодія, біля виходу хазяїн згадує, що виклав усі свої гроші на туалетний столик. «Киньте це, — відповідає невідбутий злодій. — Я вас запрошую. На випивку вистачить. А ви ніколи не пробували „Чудодійний горіх“ та мазь із соснових голок?»

## Екранізації
Оповідання було екранізоване у кіноальманаху Леоніда Гайдая «Ділові люди» (1963). У ролі злодія виступив Юрій Нікулін, у ролі хазяїна будинку — Ростислав Плятт.
У 2009 році вийшов короткометражний фільм «Makes the Whole World Kin» режисера Санжара Султанова. У ролі злодія виступив Алекс Міллс, у ролі хазяїна будинку — Пол Кальдерон.
Також, у 2009 році казахськими кінематографістами на студії «Балапан-фільм» за мотивами новели знятий фільм «Злодій» (режисер і автор сценарію — Гані Кураш), але у даному випадку фільм наповнений місцевим колоритом та відверто пропагує мусульманські духовні цінності.